# Хотинська єпархія (Молдовська митрополія)
Хотинська єпархія - єпархія Молдовської митрополії, на території східної Буковини.

## Історичні передумови

### Домолдовський період
Процес християнізації земель Буковини, східну частину якої охоплювала Хотинська єпархія, сягає апостольських часів. Апостол Андрій проповідував у землях Скіфії, у межах яких знаходилась і Буковина. Окремі джерела вказують, що в І ст. християнство населенню Прикарпаття та Подністров'я проповідував Апостол Павло.
За часів імператора Траяна, між жителями східних провінцій Римської імперії та представниками сусідніх племінних об'єднань виникли не тільки торгово-економічні, але й релігійно-культурні відносини. Християнські місіонери проникали не тільки в завойовані Римом землі, але і на суміжні території.
Остаточно християнство закріпилось на Буковині у часи Рівноапостольного Володимира Великого, завдяки якому буковинські землі увійшли до складу Київської Руси, де християнство стало державною релігією. Більш ніж 300 років (988-1303) місцеві парафії підпорядковувались Київській митрополії.
Із створенням Галицької митрополії (1303) Буковина (Шипинська земля), як складова Галицького князівства, знаходилась під її юрисдикцією.

### Радівецька єпархія
Після монголо-татарської навали зв'язки з Галицькою Руссю були розірвані, а Галицько-Волинська держава припинила існування. Як наслідок буковинські землі з 1367 року увійшли до складу новоствореного Молдовського князівства. Але й тоді місцеві парафії продовжували залишатись у складі Галицької митрополії. Перші єпископи молдовської церкви були рукоположеними (1371-1394) галицьким митрополитом Антонієм.
1401-го р. молдовському господарю Олександру Доброму вдалося добитися визнання Молдовської митрополії під зверхністю Константинопольського патріархату. Того ж року було засновано Радівецьку єпархію, до якої увійшли майже всі парафії та монастирі Буковини.

## Створення Хотинської єпархії
У 1774-1775 рр. західна частина Буковини була приєднана до Габсбурзької монархії. Місцеві парафії та монастирі були виведені з підпорядкування молдовського митрополита. За домовленістю між радівецьким єпископом Досифеєм (Херескулом) та молдовським митрополитом Гавриїлом (Каллімакі), останній відмовився від зверхності над Сучавою та околицями. Водночас, східна частина Буковини була виведена з підпорядкування радівецької кафедри.

1783-го р. всі парафії і монастирі Хотинської та Дорохойської земель були об'єднані в Хотинську єпархію з центром в Хотині. Як кафедральний собор використовувалась Церква Миколи Чудотворця (ХІІІ).
За результатами Бухарестського мирного договору (1812) східна частина Молдовського князівства була приєднана до Російської імперії, й утворено Бессарабську губернію. З місцевих парафій та монастирів було сформовано Кишинівсько-Хотинську єпархію РПЦ. Ті парафії та монастирі, що залишились у Молдовському князівстві, залишились під зверхністю яського митрополита.
За двадцять років існування Хотинської єпархії, нею керував один архієрей - Амфілохій (Хотинський).